# Ochyracris rufotibialis
Ochyracris rufotibialis är en insektsart som beskrevs av Zheng, Z. 1991. Ochyracris rufotibialis ingår i släktet Ochyracris och familjen gräshoppor. Inga underarter finns listade i Catalogue of Life.